# Пинсян (Синтай)
Пинся́н (кит. упр. 平乡, пиньинь Píngxiāng) — уезд городского округа Синтай провинции Хэбэй (КНР). Название уезда в переводе означает «волость Пин».

## История
При империи Восточная Хань в 164 году был образован уезд Интао (廮陶县). В эпоху Троецарствия с 231 года уезд очутился в составе царства Вэй. В 237 году уездный центр был уничтожен наводнением, и правление уезда в следующем году перебралось на территорию волости Тайпин (太平乡), а уезд был переименован в Пинсян. При империи Тан в 618 году уезд был поднят в статусе до области, но в 621 году вновь понижен в статусе до уезда. При империи Сун в 1073 году уезд был присоединён к уезду Цзюйлу, но в 1086 году воссоздан.
В августе 1949 года был создан Специальный район Синтай (邢台专区), и уезд вошёл в его состав. В мае 1958 года Специальный район Синтай был расформирован, и уезды Жэньсянь, Наньхэ, Пинсян и Гуанцзун были присоединены к уезду Цзюйлу, который вошёл в состав Специального района Ханьдань (邯郸专区). В мае 1961 года Специальный район Синтай был создан вновь, и уезд Гуанцзун, выделенный из уезда Цзюйлу опять вошёл в его состав. В 1962 году из уезда Гуанцзун был выделен уезд Пинсян. В 1969 году Специальный район Синтай был переименован в Округ Синтай (邢台地区).
В 1993 году решением Госсовета КНР были расформированы округ Синтай и город Синтай, и образован Городской округ Синтай.

## Административное деление
Уезд Пинсян делится на 3 посёлка и 4 волости: 
Посёлки
- Фэнчжоу (Fengzhou, 丰州镇)
- Хэгумяо (Hegumiao, 河古庙镇)
- Пинсян (Pingxiang, 平乡镇)

Волости
- Ючжао (Youzhao, 油召乡)
- Цзигу (Jiegu, 节固乡)
- Тяньфукун (Tianfucun, 田付村乡)
- Суньчжао (Xunzhao, 寻召乡)

## Экономика
Посёлок Хэгумяо и прилегающие к нему уезды являются крупнейшим в Китае и мире центром по производству детских велосипедов и запчастей к ним. По состоянию на 2021 год в Пинсяне имелось около 6,7 тыс. предприятий, которые ежегодно выпускали 25 млн велосипедов, 60 млн детских и игрушечных велосипедов, 60 млн детских колясок, а также миллионы детских автокресел, электронных игрушечных автомобилей и гироскутеров (в 2024 году число производителей сократилось до 4,8 тыс.). Объём производства детских велосипедов составлял 70 % китайского рынка и 50 % мирового рынка. Объём продаж достигал более 20 млрд юаней (в 2023 году — более 30 млрд юаней), а на заводах трудилось около 10 тыс. рабочих.
В начале проведения политики реформ и открытости бедные крестьяне поселка Хэгумяо отправлялись на велосипедные заводы Тяньцзиня и других городов, приобретали там недостающие запчасти, затем обрабатывали их и продавали, чтобы зарабатывать на разнице цен. В 1981 года в посёлке Хэгумяо находилось более тысячи торговых точек по продаже велосипедов и запчастей. В 1995 году в поселке начал работу Китайский торговый центр велосипедных запчастей, что позволило Хэгумяо стать самым большим в стране сборочно-распределительным центром велосипедных запчастей. После этого в Хэгумяо стало быстро развиваться велосипедное производство, с 2000 года выпуск детских велосипедов и игрушечных машин уже стали главным видом промышленного производства в поселке.
По состоянию на 2021 год в уезде Пинсян имелось две известные торговые марки государственного уровня (GoodBaby и Qiangjiu), 17 известных брендов провинциального уровня, а также более 5,5 тыс. независимых торговых марок велосипедов, детских велосипедов и игрушек. Кроме того, в уезде Пинсян регулярно проходят международные велосипедные выставки и ярмарки.